# Клерваль (Ду)
Клерва́ль (фр. Clerval) — колишній муніципалітет у Франції, у регіоні Бургундія-Франш-Конте, департамент Ду. Населення — 1051 осіб (2011).
Муніципалітет був розташований на відстані близько 350 км на південний схід від Парижа, 40 км на північний схід від Безансона.

## Історія
У 1956-2015 роках муніципалітет перебував у складі регіону Франш-Конте. Від 1 січня 2016 року належав до нового об'єднаного регіону Бургундія-Франш-Конте.
1 січня 2017 року Клерваль і Сантош було об'єднано в новий муніципалітет Пеї-де-Клерваль.

## Демографія
Динаміка населення (Insee ):
Розподіл населення за віком та статтю (2006):
| Стать | Всього | До 15 років | 15-24 | 25-44 | 45-64 | 65-85 | Понад 85 |
| --- | ------ | ----------- | ----- | ----- | ----- | ----- | -------- |
| Чоловіки | 440    | 76          | 64    | 124   | 104   | 60    | 12       |
| Жінки | 552    | 112         | 88    | 144   | 76    | 112   | 20       |
| \| Статево-вікова піраміда \| Статево-вікова піраміда \| Статево-вікова піраміда \| \| ----------------------- \| ----------------------- \| ----------------------- \| \| Чоловіки \| Вік \| Жінки \| \| 12 \| 85 + \| 20 \| \| 4 \| 80-84 \| 24 \| \| 8 \| 75-79 \| 32 \| \| 24 \| 70-74 \| 40 \| \| 24 \| 65-69 \| 16 \| \| 8 \| 60-64 \| 12 \| \| 36 \| 55-59 \| 20 \| \| 40 \| 50-54 \| 24 \| \| 20 \| 45-49 \| 20 \| \| 28 \| 40-44 \| 40 \| \| 20 \| 35-39 \| 32 \| \| 28 \| 30-34 \| 44 \| \| 48 \| 25-29 \| 28 \| \| 24 \| 20-24 \| 68 \| \| 40 \| 15-20 \| 20 \| \| 20 \| 10-14 \| 48 \| \| 28 \| 5-9 \| 16 \| \| 28 \| 0-4 \| 48 \| |        |             |       |       |       |       |          |
| Статево-вікова піраміда |        |             |       |       |       |       |          |
| Чоловіки | Вік    | Жінки       |       |       |       |       |          |
| 12 | 85 +   | 20          |       |       |       |       |          |
| 4 | 80-84  | 24          |       |       |       |       |          |
| 8 | 75-79  | 32          |       |       |       |       |          |
| 24 | 70-74  | 40          |       |       |       |       |          |
| 24 | 65-69  | 16          |       |       |       |       |          |
| 8 | 60-64  | 12          |       |       |       |       |          |
| 36 | 55-59  | 20          |       |       |       |       |          |
| 40 | 50-54  | 24          |       |       |       |       |          |
| 20 | 45-49  | 20          |       |       |       |       |          |
| 28 | 40-44  | 40          |       |       |       |       |          |
| 20 | 35-39  | 32          |       |       |       |       |          |
| 28 | 30-34  | 44          |       |       |       |       |          |
| 48 | 25-29  | 28          |       |       |       |       |          |
| 24 | 20-24  | 68          |       |       |       |       |          |
| 40 | 15-20  | 20          |       |       |       |       |          |
| 20 | 10-14  | 48          |       |       |       |       |          |
| 28 | 5-9    | 16          |       |       |       |       |          |
| 28 | 0-4    | 48          |       |       |       |       |          |

## Економіка
2010 року серед 659 осіб працездатного віку (15—64 років) 484 були активними, 175 — неактивними (показник активності 73,4%, у 1999 році було 70,5%). З 484 активних мешканців працювала 421 особа (241 чоловік та 180 жінок), безробітними було 63 (28 чоловіків та 35 жінок). Серед 175 неактивних 43 особи були учнями чи студентами, 60 — пенсіонерами, 72 були неактивними з інших причин.

У 2010 році в муніципалітеті числилось 457 оподаткованих домогосподарств, у яких проживали 1058,0 особи, медіана доходів виносила 15 019 євро на одного особоспоживача